# Christine Botlogetswe
Christine Botlogetswe, född 1 oktober 1995, är en friidrottare från Botswana. Hon deltog vid olympiska sommarspelen 2016 och olympiska sommarspelen 2020.